# Пряжба-де-Жос
Пряжба-де-Жос (рум. Preajba de Jos) — село у повіті Долж в Румунії. Входить до складу комуни Теслуй.
Село розташоване на відстані 153 км на захід від Бухареста, 33 км на південний схід від Крайови.

## Населення
За даними перепису населення 2002 року у селі проживали 240 осіб. Усі жителі села рідною мовою назвали румунську.
Національний склад населення села:
| Національність | Кількість осіб | Відсоток |
| -------------- | -------------- | -------- |
| румуни         | 228            | 95,0%    |
| цигани         | 12             | 5,0%     |